# Catarata Véu da Noiva
La catarata Véu da Noiva (en portugués: Cachoeira Véu da Noiva, que significa, «velo de novia») es una cascada de Brasil de 86 metros de altura localizada en el parque nacional Chapada dos Guimarães, en el estado de Mato Grosso, a 12 kilómetros del centro de la ciudad de Chapada dos Guimarães (junto al centro de visitantes de Ibama).